# (5979) 1992 XF
1992 أكس أف (ويعرف أيضًا باسم (5979) 1992 أكس أف وفق تسمية الكوكب الصغير) (بالإنجليزية: 1992 XF)‏ هو كويكب ضمن حزام الكويكبات؛ وترتيبه 5979 من حيث الاكتشاف.
اكتُشف هذا الجُرم الفلكي بواسطة هيروشي كانيدا في 15 ديسمبر 1992.

## وصلات خارجية
- (5979) 1992 XF في قاعدة بيانات مختبر الدفع النفاث لأجرام النظام الشمسي الصغيرة

- الاكتشاف · مخطط المدار ·  العناصر المدارية · المعلمات المادية

- (5979) 1992 XF على موقع ويكي سكاي: DSS2, SDSS, GALEX, IRAS, Hydrogen α, X-Ray, Astrophoto, Sky Map, Articles and images